# 锡沃拉国家森林
锡沃拉国家森林（英語：Cibola National Forest）是美国的一处国家森林，1931年12月3日建立，位处新墨西哥州，占地面积1,633,783英畝（6,611.69平方），最近的城市为阿尔伯克基。森林的名字可能来自于祖尼印第安人的一个名字，意指部落所有土地或者城镇村庄。